# اتحادیه تجاری
اتحادیه تجاری نوعی اتحادیه کارگری است که مخالف اتحادیه‌های طبقاتی یا انقلابی است و معتقد است که اتحادیه‌ها باید مانند مشاغل اداره شوند.
اعتقاد بر این است که اتحادیه‌های تجاری منشأ آمریکایی دارند و این اصطلاح به ویژه در مورد پدیده‌های مشخصه اتحادیه‌های آمریکایی به کار رفته است. این ایده از اصول دادگاه‌ها سرچشمه گرفته است مشکل در تنظیم حقوق صنعتی کارگران، به ویژه در دهه‌های پس از جنگ داخلی است. هیمن (۱۹۷۳) اصطلاح «تجاری گرایی» را به هاکسی نسبت داد، اما مایکل گلدفیلد (۱۹۸۷) اشاره می‌کند که این اصطلاح قبل از انتشار هوکسی در سال ۱۹۱۵ رایج بود.
به گفته گلدفیلد، هوکسی این اصطلاح را برای توصیف آگاهی تجاری به جای آگاهی طبقاتی به کار برد. به عبارت دیگر، به گفته هوکسی، اتحادیه‌های تجاری طرفداران اتحادیه‌گرایی «صاف و ساده» بودند، در مقابل اتحادیه‌گرایی طبقاتی یا انقلابی. این نوع اتحادیه‌گرایی تجاری همان چیزی است که یوجین دبز اغلب از آن به عنوان «اتحادیه‌گرایی قدیمی» یاد می‌کند.